# 甘粕景持
甘粕 景持（長重）（あまかす かげもち・（ながしげ））は、戦国時代から江戸時代初期にかけての武将。上杉氏の家臣で上杉四天王、越後十七将の一人。越後国飯塚桝形城主、越後三条城主。姓は「甘糟」と表記される場合もある。

## 出自
甘粕氏は、以下のような諸説がある。
1. 新田氏の一族で上野国（群馬県）に住したが、新田氏の衰退後、上杉・長尾両氏に仕えたという説（『清和源氏甘粕家系譜[2]』『源姓天河瀬氏系譜[3]』『上杉謙信伝（布施秀治著）[4]』『姓氏家系大辞典[5]（太田亮著）』）
2. 武蔵七党猪俣党の流れをくむ小野姓甘粕氏は新編武蔵風土記に武蔵国甘粕の甘粕野次廣忠として登場する（『姓氏家系大辞典[6]（太田亮著）』）
3. 新編相模風土記鎌倉郡條に、甘粕土佐守平朝臣清忠の名が文明9年（1477年）に、甘粕佐渡守平朝臣長俊が天正年間に大船村里正甘粕の桓武平姓甘粕氏として登場する（『姓氏家系大辞典[7]（太田亮著）』）
4. 近江国番蓮華寺過去帳に甘粕三郎左衛門尉清経が登場する（『姓氏家系大辞典[8]（太田亮著）』）
5. 上田庄の出身で、長尾為景に仕え、その子である景虎（上杉謙信）に仕えた（『温故の栞[9]』・『 上杉三代日記[10]』上杉資料集下）
6. 甲信国境白峰山中に住し、狩猟を生業としていたが、上杉謙信に見出され家臣となった（『本朝武功正伝』）

甘粕家の家系図は、上記の『清和源氏甘粕家系譜』（上杉博物館蔵→現在：市立米沢図書館蔵）・『源姓天河瀬氏系譜』（市立米沢図書館蔵→現在：上杉博物館蔵）が、共に河内源氏義国流新田氏流甘粕氏と概ね一致した内容を現代に伝えている。加えて、『源姓甘粕近江守家系図』（上杉家蔵→現在：市立米沢図書館蔵）も現存するが、こちらは甘粕近江守から始まる家系図だが『源姓』を明示している。また、米沢藩の侍組の公式の席次表も甘粕家は源姓となっており、天正寺に現存する位牌も甘粕近江守源長重となっている。更に、米沢藩士・侍組・侍頭の中条因幡備資が作成した侍組の変遷を記録した『家督先後録』に記されている甘粕家の没年、家督の相続年、享年、石高、米沢藩での役職等、現存する甘粕近江守以降家系図と合致する。甘粕家と関係のない他家の客感的な視点による（直江兼続に対しては、主観が入った資料だが）資料と合致する意味は大きい。以上から、現存する甘粕家の家系図は、二次資料として客観性が高いと判断でき、甘粕近江守景持（長重）の出自について、河内源氏義国流新田氏流甘粕氏とする。
前記、2本の系図『清和源氏甘粕家系譜』（市立米沢図書館蔵）・『源姓天河瀬氏系譜』（上杉博物館蔵）については、先述の通り年代の明確な誤記が確認出来るものの晩年の子供等の解釈をすれば歴史を繋げることは十文可能である。
後述するが、甘粕近江守景持（長重）の謙信時代以前の一次資料が、甘粕近江守景持（長重）の長男の加賀守尚政出奔と屋敷の火災の影響で喪失している事が本当に残念である。
因みに、太田亮先生も先述の通り『姓氏家系大辞典』に於いて、新田氏流の説を書かれているが、田中弾正大弼重氏の四男甘粕備中守広氏に始まるとしており、現存する甘粕景持（長重）の甘粕家の家系図とも異なる流れとなっている。
なお、同じく上杉氏の家臣である甘糟景継は、甘粕景持（長重）の家系では遠縁と言われているが、甘糟景継の家系では、小野姓甘粕氏又は、源姓甘粕氏ではあるが、源頼光（摂津源氏）の流れの家系図が伝わっており甘粕景持（長重）の河内源氏の家系図との一致はない。

## 生涯

### 前半生
景持（長重）の謙信時代の書状・感状類の多くが、景持（長重）の長男・加賀守尚政が、文禄2年（1593年）出奔した際に持ち去られ、残っていた写し一巻も寛文11年（1671年）に屋敷が火災にあった際に焼失したために残っていない。加えて、御館の乱により、それ以前の多くの資料や書状も喪失しており、上杉謙信の生涯ですら不確かな部分が多いのが実情である。
そのため、御館の乱以前や会津移封以前の景持（長重）の事跡は、現存する甘粕家の家系図、大日本古文書 家わけ十二ノ二 上杉家文書、上杉家御年譜、地域の伝承に頼るしかない。
信憑性に関して問題のない大日本古文書 家わけ十二ノ二 上杉家文書、上杉家御年譜に景持（長重）は存在しており、謙信時代に重臣として仕えていたことは間違いない。

### 誕生から謙信時代
生年は不明だが、『源姓天河瀬氏系譜』（上杉博物館蔵）の記述に天文11年（1542年）には14歳であった。ここから類推すれば享禄2年（1529年）の誕生となる。越後長尾氏・上杉氏に仕え、桝形城や三条城の城主であったといわれるが、桝形城に関しては、領有の経緯や真偽については不明な点が多く、『温故の栞』・『越後古城記』・『飯塚村誌』・『上杉謙信伝（布施秀治著）』に景持（長重）の居城であったと記されるなど古くからの伝承がある一方、『源姓甘粕近江守家系図』（市立米沢図書館蔵）・『清和源氏甘粕家家譜』（市立米沢図書館蔵）・『源姓天河瀬氏系譜』（上杉博物館蔵）では、三条城将であったとしか記されていない。
| 甘粕景持（長重）が築城したとされる三日城・長野県長野市豊野町石(クリックして拡大)【写真提供：甘粕健（たけし）氏】 |  | 甘粕景持（長重）が築城したとされる三日城・長野県長野市豊野町石(クリックして拡大)【写真提供：甘粕健（たけし）氏】 |  | 甘粕景持（長重）が築城したとされる三日城・長野県長野市豊野町石(クリックして拡大)【写真提供：甘粕健（たけし）氏】 |
| 甘粕景持（長重）が築城したとされる三日城・長野県長野市豊野町石(クリックして拡大)【写真提供：甘粕健（たけし）氏】 |  | |  | |

江戸時代の書物「信濃のさざれ石」には、天文16年（1547年）10月、景持（長重）19歳の時、主君である長尾景虎が髻山に城を築く際に、完成するまでの仮の砦として、長野県長野市豊野近辺に景持（長重）が三日城を築城したと言われている。
初名は長重であったが、長尾景虎から偏諱を受け景持と改名したと『源姓天河瀬氏系譜』（上杉博物館蔵）に記されている。一方で、越後・会津・米沢藩時代の分限帳や現存する書状には長重の名前しか残されていないため、長尾景虎が関東管領家の名跡を継いで上杉政虎に改名した際に長重に戻したのではと推測される（代々甘粕家に伝わる）。
永禄2年（1559年）10月28日、上洛していた景虎が帰国した際に、越後の諸将は長尾景虎の壮挙を祝して太刀を贈ったが、景持（長重）も「披露太刀之衆」（国人衆）の一人として金覆輪の太刀を進呈してる。
永禄4年（1561年）３月、長尾景虎による関東管領・上杉憲政を奉じた関東出陣に従い、北条氏康の籠る小田原城攻撃にも従軍した。また、3月16日、景虎が関東管領職と上杉の名跡を継承した鎌倉鶴岡八幡宮での式典の際には、景持（長重）は、宇佐美定満・柿崎景家・河田長親と共に御先士大将を務めている。長尾景虎改め上杉政虎と共に6月21日上野国・厩橋城を経て6月28日春日山城へ戻ったと思われる。

#### 甘粕近江守ここにあり（第四次川中島の戦い）
上杉政虎（謙信）は、永禄4年（1561年）8月、川中島に出陣して甲斐国の武田信玄と対峙した（第四次川中島の戦い）。この戦いで千曲川に布陣して妻女山から下ってくる武田軍の別働隊と激戦を繰り広げて時間を稼いだ。その後、本体と合流し、撤退する上杉勢の殿軍をよく務めた。後世に景持（長重）の名前が残る大きな活躍となった。この激戦で景持（長重）は左の首筋を負傷し生涯首が不自由であったと伝えられている。また、この激戦の中、立物を射落とされた景持（長重）は、戦後、謙信よりその奮闘を称賛され感状と共に藤原鎌足の子孫ということで金の鎌の立物を拝賜する。
| 景持（長重）らが不動明王を安置した瀧山威德院不動寺(クリックして拡大)【写真提供：甘粕健（たけし）氏】 |  | 景持（長重）らが不動明王を安置した瀧山威德院不動寺(クリックして拡大)【写真提供：甘粕健（たけし）氏】 |  | 景持（長重）らが不動明王を安置した瀧山威德院不動寺(クリックして拡大)【写真提供：甘粕健（たけし）氏】 |
| 景持（長重）らが不動明王を安置した瀧山威德院不動寺(クリックして拡大)【写真提供：甘粕健（たけし）氏】 |  | |  | |

なお、第四次川中島の戦いで上杉本陣に祀り、謙信自ら戦勝祈願の護摩を厳修したと伝えられる不動明王立像を、この戦いの帰途の際に、景持（長重）は、柿崎景家・直江景綱と共に現在の長野県須坂市にある米子瀧山威德院不動寺の本尊として安置したという。
永禄5年（1562年）5月上旬、輝虎の武蔵国・私市城（騎西城）攻めに従軍し上野国・厩橋城を出発する。景持（長重）が、私市城攻略後、厩橋城に戻ったか、越後に戻ったかは不明。
永禄7年（1564年）2月17日、佐野城・佐野昌綱を下した戦いで景持（長重）と家臣の市場小六郎は、輝虎から感状を受け取っている。この戦いで景持（長重）と小六郎共に負傷をした。
永禄7年（1564年）8月10日、輝虎の第五次川中島の戦いに、景持（長重）は、中条越前守藤資と共に遊軍として出陣する。8月17日景持（長重）は、中条藤資と七百騎を率いて武田信玄本陣へ夜襲をかけ、首級80余をあげる戦功を上げる。
この後の動向に関しては、上杉家御年譜で確認をすることが出来ない。遠征に従軍をしていれば名前が出ているはずである。越後国外内の前線での留守の役回りだったと想定される。

#### 天正三年軍役帳・天正五年上杉家中名字盡
前者が文字通り有力家臣の軍役を掲載したものであり、後者に関しては翌年の関東討伐の有力家臣の氏名が列挙されたものである。
共に12月に残された記録であるが、甘粕近江守景持（長重）の名前がない。有力武将でありながら名前がないのは非常に不思議である。
有力武将の中では、この時期に上杉謙信の家臣であった高梨政頼又は頼親、須田満親、黒金景信、黒金尚信、本庄繁長等の名前がない。
歴史家の考察として、共に越後に配置をされている武将について列挙されていると言われており、少なくともこの時期に景持（長重）は、越後国外（越中・上野・北信濃 他）に配置されていたものと想定される。

### 景勝時代（越後）
| 旧三条競馬場跡にある三条城の石碑・新潟県三条市下須頃(クリックして拡大)【写真提供：甘粕健（たけし）氏】 |  | 旧三条競馬場跡にある三条城の石碑・新潟県三条市下須頃(クリックして拡大)【写真提供：甘粕健（たけし）氏】 |
| 旧三条競馬場跡にある三条城の石碑・新潟県三条市下須頃(クリックして拡大)【写真提供：甘粕健（たけし）氏】 |  | |

謙信没後は上杉景勝に仕えた。天正10年（1582年）、新発田重家の乱に際して、景勝から三条城将に命じられ、木場城の補佐や新潟城・沼垂城攻略にあたり、城攻撃の兵站基地を守備する重責を担った。石高は、1,717石4斗6升。
天正12年（1584年）4月16日、景持（長重）は、奉行人の泉沢河内守久秀に、下越地方の動向を景勝に報告するとして「三条城の普請をおこない、町屋を場内に入れて厳重に監視することにしたこと、新発田重家征伐に当たり、小国・黒滝・木場の人質を三条城に置くこと、白川（北蒲原郡）、新津（新津市）、安田（北蒲原郡安田町）、菅名（中蒲原郡村松町）、護摩堂（南蒲原郡田上町）、会津口の情勢などについて」報じ、加えて、「山吉豊守の後を継いだ景長が若輩なので注意を払うよう」伝えている。特筆すべきは、蒲原地区（本来小国氏の支配地）の情勢を報告しており、小国氏（小国地区）、山岸氏（黒滝地区）、山吉氏（木場地区）の人質を景持（長重）の居城である三条城に置いている点である。いかに景持（長重）が、景勝に信頼される重臣として働いていたことが伺える書状である。
年代は不明だが、天正11年～14年（1583年～1586年）の間と思われる景勝からの書状が４通が、今に伝わっている。1通は、甘粕健（たけし）氏に伝わっている。

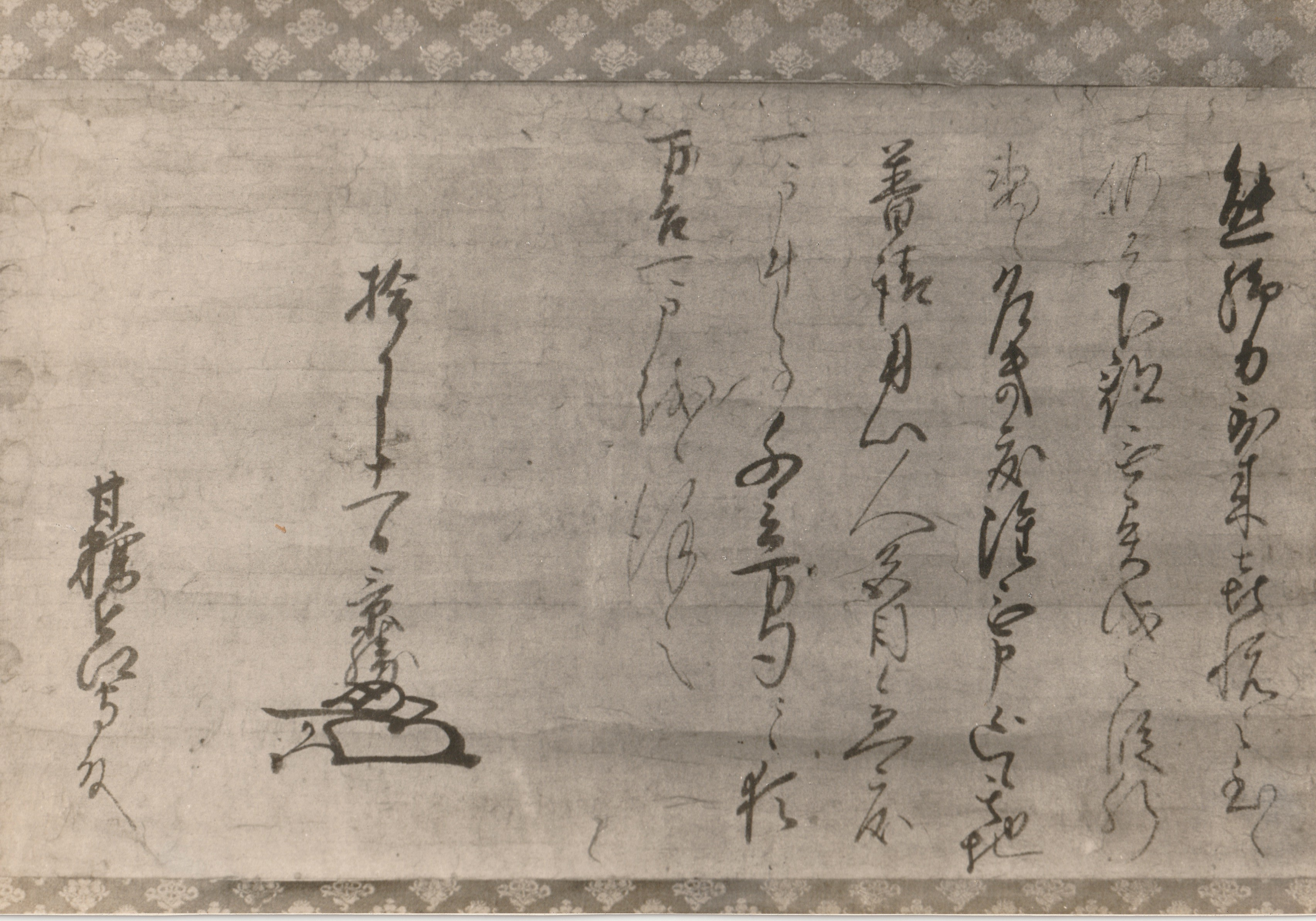
甘粕家に伝わる景勝からの書状
(クリックして拡大)
【写真提供：甘粕健（たけし）氏】

1通は、薬のお椀を送ったことに対する景持（長重）への景勝からのお礼ともう一つ追加で送って欲しいという依頼、また、下越の状況に問題ないことを評価し、引き続き油断なく警戒するよう厳命をされている。
もう1通も新発田重家との戦時下の状況と思われ、景持（長重）が、助勢に向かわせた事を評価し、引き続き油断せず体制を保つことを命じられている。
甘粕家に伝わるものは、景持（長重）が、下越地方の状況を飛脚で伝えたことを景勝が喜んでいることを伝え、城の普請を確り行い、警戒を怠らないように命じられている。
最期の1通は、景勝から景持（長重）へ緊急の要件を伝える内容になっており「下越地方の地理が分かる案内人を派遣するので、景持（長重）からも足の速い配下を使いとして出すこと」を命じており、詳細に関しては「佐野清左衛門から説明をする（恐らく派遣された地理に詳しい案内人）」こと、加えて、景勝自身が「本件に対して自ら入念に対応する」ことなので「絶対に失敗してはいけない」と厳命している。詳細は、佐野清左衛門が伝えることで、書状に表現をしておらず佐野が捕らえられ書状を敵方に奪われても内容が分からない様に慎重な対応をしている事が分かる。
何れも、新発田重家との戦時下での緊張感を伝える内容となっていおり、特に最後の1通は、非常に緊張感が高まっていることを理解することができる。
天正13年（1585年）8月4日、景持（長重）は、景勝より三条城の普請について「できるだけ早く完成させることが肝要である」と命じられ、「変わりがないことに安心しました」と語る一方で、「何事も油断をしないように」と命じられ、「詳細は、泉沢から伝える」と伝えられている。
天正13年（1584年）8月12日、羽柴秀吉の佐々成政攻め（富山の役）に呼応して越中に進出した景勝が、「心配をしただろうが、首尾よく終わり越後へ帰る」こと「詳しいことは、直江と泉沢から伝えさせる」こと、景持（長重）から鷹が贈られてきた（鷹到来）ことへのお礼が書かれた書状を景持（長重）へ送っている。
天正14年（1586年）5月3日、景持（長重）は、景勝の上洛に対し祝詞を申し上げ、景勝より「火急の際は全てを任せるので一致団結して敵を撃退する」よう命じられた。
天正14年（1586年）8月18日、新発田重家征伐に際して、景持（長重）は、御鉄砲大将として大石源之丞元網、左近司伝兵衛らと共に笠堀に布陣した。新潟・沼垂で敵将を討ち取る戦功をあげ、10月29日に景勝から山吉玄番と共に戦功を賞賛され感状を受ける。
文禄4年（1595年）6月11日、景持（長重）は、家老・直江兼続の命により、上松弥兵衛と共に蒲生郡出雲田庄、大槻庄、保内の検地奉行となる。

### 景勝時代（会津若松）
上杉氏が慶長3年（1598年）の会津若松の移封に従い、禄は3,300石。
慶長5年（1600年）2月9日、景持（長重）は、景勝より、白河表の敵方の様子の報告に対するお礼と状況に応じ対応すること、（白河小峰城と思われる）城の普請をするよう命じられている。
慶長5年（1600年）7月28日、景持（長重）は、景勝より、白河方面が平穏である報告を評価し、（白河小峰城と思われる）切手門が完成したことに安堵したことを伝えられている。加えて、りんごを送って貰ったことに対するお礼を受けている。
歴史家の中では、慶長出羽合戦の際には、景持（長重）は、白石城に在城していたというが、根拠を示されておらず、一次資料である書状を見る限り、白河小峰城に在城していたとみるのが妥当であろう。

### 景勝時代（米沢）
慶長6年（1601年）の米沢の移封に従い、禄は1,100石。
また、慶長7年（1602年）には米沢に天正寺を開基した。天正寺には甘粕景持（長重）の位牌がある。
慶長9年6月26日（1604年7月22日）、米沢にて死去。曹洞宗龍言寺に葬られた。
寛永2年（1625年）に龍言寺の改装があり、嫡子・丹後守重政が、位牌を天正寺に移し、墓を栄松寺へ移した。
現在は、甘粕氏の歴代の墓は、栄松寺にある。

## 第四次川中島の戦いでの後世の景持（長重）の評価
第四次川中島の戦いで、景持（長重）の殿軍と直接対峙した春日虎綱の口述を描き継いだと言われる『甲陽軍鑑』の中で、景持（長重）のことを激賞しており、江戸時代以降の軍記物に大きく影響を与えた。
- 『 甲陽軍鑑』では、「甘粕近江守は、雑兵と共に千人の部隊を少しも散らすことなく、武田方の大軍を受け止め、（敗走する）越後勢全軍が逃げるための退路を確保し、静かに二十町（約2.2キロメートル）ほど後退しました。これを見て、謙信の本隊だと見間違える者が多くいました。甘粕近江守自身は少しも崩れませんでした。彼は六、七騎の供と四、五十人の雑兵を連れて犀川（さいがわ）を渡り、川の向こう岸に三日間留まりました。そして、敗走してきた越後勢の兵を集めてから帰陣しました。この甘粕近江守の働きぶりは、近隣の国々はおろか遠い国にまで知れ渡り、称賛しない者はいませんでした。謙信秘蔵の侍大将の中でも、甘粕近江守は筆頭と言えるでしょう[66]。」と激賞されている。
- 『 松隣夜話』では、「甘糟近江守は、葛尾山という所に二日間留まった。三つの旗を立て、退却に遅れた雑兵や下人たちを集め、手傷を負って倒れ伏している者たちの生死を確認し、手当てをした。敵の拠点である貝津からわずか十五町（約1.6キロ）しか離れていない場所で、このように戦後処理をやり遂げた様子は、本当に噂に違わぬ勇気と知謀を兼ね備えた侍大将であると、評判になったということである[67]。」と称賛されている。
- 『 川中島合戦評判』では、「その時、上杉輝虎（後の謙信）は、まず甘糟景持に一千の兵を率いさせて堅い守りの部隊を編成させ、（中略）中でも甘糟景持は、犀川を挟んで眼前の大軍と対峙し、三日間もその場に馬を留めて動じなかった。その間に敗走してきた味方の兵を収容し、意気揚々と引き揚げていった。当時の人々で、その勇猛さを称賛しない者はなかったということだ[68]。」と評されている。
- 『 春日山日記[69]』『 越後軍記[70]』においても上記三つの軍記物と同様に、景持（長重）の殿軍としての活躍ぶりと犀川を挟んで目前の敵と対峙し三日間駐留し負傷した自軍の残党を纏めて悠然と退却する姿が克明に描かれている。
- 吉川英治著『上杉謙信』の中では、「このとき、甘糟近江守とその手の者の働きは、実にめざましいものがあった後々まで、上杉家に甘糟あり。と天下の著聞になった[71]」と描かれている。
- 『NHK・歴史への招待/決戦川中島後編』の中で、「上杉軍の殿軍を務めた甘糟近江守の奮戦が上杉軍の全滅を救った。」と語られている[72]。

| 甘粕景持（長重）が一千の兵で武田の別動隊を待ち構えたとされる川中島の十二ヶ瀬(クリックして拡大)【写真提供：甘粕健（たけし）氏】 |  | 甘粕景持（長重）が一千の兵で武田の別動隊を待ち構えたとされる川中島の十二ヶ瀬(クリックして拡大)【写真提供：甘粕健（たけし）氏】 |  | 甘粕景持（長重）が一千の兵で武田の別動隊を待ち構えたとされる川中島の十二ヶ瀬(クリックして拡大)【写真提供：甘粕健（たけし）氏】 |
| 甘粕景持（長重）が一千の兵で武田の別動隊を待ち構えたとされる川中島の十二ヶ瀬(クリックして拡大)【写真提供：甘粕健（たけし）氏】 |  | |  | |

## 春日山城・甘粕近江守宅阯
春日山城の甘粕近江守景持の屋敷は、上杉三郎景虎屋敷前方の三の丸付近にあったと言われている。

屋敷の位置を考んがえれば、謙信時代からの重臣、側近であったと思われる。
| 春日山城跡にある甘粕近江守宅阯の石柱(クリックして拡大)【写真提供：甘粕健（たけし）氏】 |  | 春日山城跡にある甘粕近江守宅阯の石柱(クリックして拡大)【写真提供：甘粕健（たけし）氏】 |
| 春日山城跡にある甘粕近江守宅阯の石柱(クリックして拡大)【写真提供：甘粕健（たけし）氏】 |  |                                                                                        |

## 桝形城・新潟県長岡市飯塚３２５９桝形山自然公園
景持（長重）が築城し、本拠としたと伝承される桝形城。

桝形城の説明版には、以下の様に書かれている。
| 甘粕景持（長重）が築城し本拠としたとされる桝形城・新潟県長岡市飯塚3259 桝形山自然公園(クリックして拡大)【写真提供：甘粕健（たけし）氏】 |  | 甘粕景持（長重）が築城し本拠としたとされる桝形城・新潟県長岡市飯塚3259 桝形山自然公園(クリックして拡大)【写真提供：甘粕健（たけし）氏】 |  | 甘粕景持（長重）が築城し本拠としたとされる桝形城・新潟県長岡市飯塚3259 桝形山自然公園(クリックして拡大)【写真提供：甘粕健（たけし）氏】 |
| 甘粕景持（長重）が築城し本拠としたとされる桝形城・新潟県長岡市飯塚3259 桝形山自然公園(クリックして拡大)【写真提供：甘粕健（たけし）氏】 |  | |  | |

### 岩田神社・新潟県長岡市岩田２７５０
桝形城の南東にある、景持（長重）が信仰した熊野神社が合祀されている岩田神社。
| 甘粕景持（長重）熊野神社が合祀されている岩田神社・新潟県長岡市岩田２７５０(クリックして拡大)【写真提供：甘粕健（たけし）氏】 |  | 甘粕景持（長重）熊野神社が合祀されている岩田神社・新潟県長岡市岩田２７５０(クリックして拡大)【写真提供：甘粕健（たけし）氏】 |  | 甘粕景持（長重）熊野神社が合祀されている岩田神社・新潟県長岡市岩田２７５０(クリックして拡大)【写真提供：甘粕健（たけし）氏】 |
| 甘粕景持（長重）熊野神社が合祀されている岩田神社・新潟県長岡市岩田２７５０(クリックして拡大)【写真提供：甘粕健（たけし）氏】 |  | |  | |

## 墓所・位牌
| 甘粕景持（長重）一族の墓石群・栄松寺・米沢市桜木町３丁目５６(クリックして拡大)【写真提供：甘粕健（たけし）氏】 |  | 甘粕景持（長重）一族の墓石群・栄松寺・米沢市桜木町３丁目５６(クリックして拡大)【写真提供：甘粕健（たけし）氏】 |
| 甘粕景持（長重）一族の墓石群・栄松寺・米沢市桜木町３丁目５６(クリックして拡大)【写真提供：甘粕健（たけし）氏】 |  | |

| 甘粕景持（長重）位牌・天正寺・米沢市中央７丁目４に安置(クリックして拡大)【写真提供：甘粕健（たけし）氏】 |  | 甘粕景持（長重）位牌・天正寺・米沢市中央７丁目４に安置(クリックして拡大)【写真提供：甘粕健（たけし）氏】 |
| 甘粕景持（長重）位牌・天正寺・米沢市中央７丁目４に安置(クリックして拡大)【写真提供：甘粕健（たけし）氏】 |  | |

| 甘粕景持（長重）開基・天正寺・米沢市中央７丁目４(クリックして拡大)【写真提供：甘粕健（たけし）氏】 |  | 甘粕景持（長重）開基・天正寺・米沢市中央７丁目４(クリックして拡大)【写真提供：甘粕健（たけし）氏】 |
| 甘粕景持（長重）開基・天正寺・米沢市中央７丁目４(クリックして拡大)【写真提供：甘粕健（たけし）氏】 |  | |

## 伝・甘粕近江守甲冑
| 伝・甘粕近江守景持（長重）甲冑・長岡市個人蔵(クリックして拡大)【写真提供：甘粕健（たけし）氏】 |  | 伝・甘粕近江守景持（長重）甲冑・長岡市個人蔵(クリックして拡大)【写真提供：甘粕健（たけし）氏】 |
| 伝・甘粕近江守景持（長重）甲冑・長岡市個人蔵(クリックして拡大)【写真提供：甘粕健（たけし）氏】 |  |                                                                                                |

## 腰差・籏・馬驗・指物
| 甘粕近江守景持（長重）腰差＜非公開＞・上杉博物館蔵(クリックして拡大)【写真提供：甘粕健（たけし）氏】 |  | 甘粕近江守景持（長重）腰差＜非公開＞・上杉博物館蔵(クリックして拡大)【写真提供：甘粕健（たけし）氏】 |
| 甘粕近江守景持（長重）腰差＜非公開＞・上杉博物館蔵(クリックして拡大)【写真提供：甘粕健（たけし）氏】 |  | |

| 甘粕隊・籏/馬驗/指物(クリックして拡大)【写真提供：甘粕健（たけし）氏】 |  | 甘粕隊・籏/馬驗/指物(クリックして拡大)【写真提供：甘粕健（たけし）氏】 |  | 甘粕隊・籏/馬驗/指物(クリックして拡大)【写真提供：甘粕健（たけし）氏】 |
| 甘粕隊・籏/馬驗/指物(クリックして拡大)【写真提供：甘粕健（たけし）氏】 |  |                                                                        |  |                                                                        |

## 家紋
甘粕家の家紋は『丸に万』と『七つ割二引き』の２種類あり、腰差と指物からきている。
景持（長重）→重政（景持嫡子）→忍重（重政嫡子）に二人の子供がおり、長男の重親の家系が『丸に万』の家紋を使用し、次男の重成の家系が『七つ割二引き』の家紋を採用している。
子孫の項目の甘粕家は、全員、重成の家系である。
| 甘粕家・家紋/【丸に万】・【七つ割二引き】 |  | 甘粕家・家紋/【丸に万】・【七つ割二引き】 |
| 甘粕家・家紋/【丸に万】・【七つ割二引き】 |  |                                           |

## 同心
『文禄三年定納動員目録』に記載されている同心は、以下の通りである
| 青木清右衛門：95石9斗8升 | 福崎彦七郎：59石9斗7升    | 鈴木勘助：47石2斗          |
| 小幡喜兵衛：203石9斗7升  | 丸山平左衛門：131石7斗1升 | 平賀総次郎：60石8斗        |
| 小池半助：50石9斗7升     | 片桐助平衛：65石8斗5升    | 吉益縫殿助＊：29石5斗      |
| 山田弥左衛門：51石8升    | 石墨孫次郎：49石6升       | 竹俣次郎右衛門：33石2斗5升 |

『越後分限帳』に記載されている同心は、以下の通りである
| 青木清右衛門：90石9斗8升 | 福崎彦七郎：59石9斗7升    | 鈴木勘助：49石2斗       |
| 小幡喜兵衛：203石9斗7升  | 丸山平左衛門：131石7斗1升 | 平賀総次郎：60石8斗     |
| 小池半助：50石9斗7升     | 片桐助平衛：65石8斗5升    | 吉岡縫殿＊：29石5斗     |
| 山田弥左衛門：51石8升    | 石墨孫次郎：49石6升       | 竹俣次郎右衛門：29石5斗 |

『上杉候家士分限簿』に記載されている同心は、以下の通りである
| 青木清右衛門：95石9斗8升 | 福崎彦七郎：59石9斗7升    | 鈴木勘助：47石2斗          |
| 小幡喜兵衛：230石9斗7升  | 片桐助平衛：65石8斗5升    | 平賀総次郎：60石8斗        |
| 小池半助：50石9斗7升     | 丸山平左衛門：131石7斗1升 | 吉田縫殿＊：29石5斗        |
| 山田弥左衛門：51石8升    | 石墨孫次郎：49石6升       | 竹俣次郎右衛門：33石2斗5升 |

＊同一人物であると思われるが著者が崩し文字を翻刻文字にする際に非常に判読が難しかったと思われる

## 子孫
子孫は代々米沢藩士として仕えた。
主に山形県・東京都・愛知県・神奈川県・静岡県に現存している。
甘粕事件で知られる甘粕正彦、三菱信託銀行社長甘粕二郎、陸軍中将・甘粕重太郎、陸軍大佐・甘粕三郎、マルクス主義経済学者・見田石介、東大名誉教授・見田宗介、漫画家・見田竜介、新潟大学名誉教授（考古学）・甘粕健、歯科医師・甘粕洋一、トヨタキロルスカモーター(TKM)元上級副社長・甘粕近江守研究家・甘粕健(たけし)、歯科医師・甘粕絢太も子孫である。

## 家系図

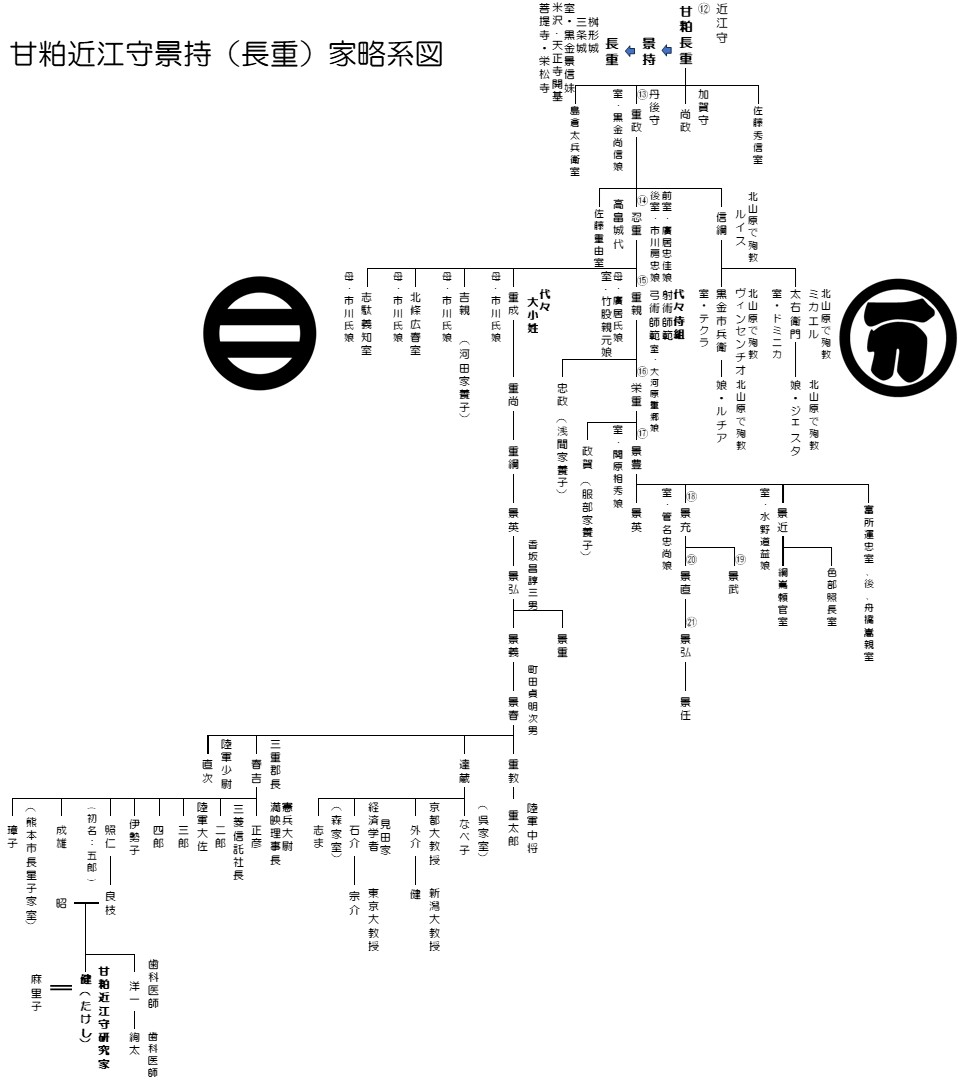
甘粕近江守景持（長重）略系図
【提供：甘粕健（たけし）氏】